# Astronomia culturale
L'astronomia culturale è un termine generale usato per descrivere campi interdisciplinari che si relazionano ai sistemi astronomici delle società e culture attuali e/o antiche.
Tali aree includono:
- Archeoastronomia: lo studio sull'uso dell'astronomia e il suo ruolo nelle culture e civiltà antiche;

- Etnoastronomia: lo studio sull'uso dell'astronomia e il suo ruolo nelle culture contemporanee;

- Astronomia storica: analizza i dati storici astronomici;

- Storia dell'astronomia:  comprensione, studio ed evoluzione dell'astronomia nel corso della conoscenza umana;

- Storia dell'astrologia: comprende le radici astrologiche dell'astronomia e le differenze fra astrologia e astronomia

- Astrosociologia:  lo studio sociologico della relazione fra le società umane e le attività nello spazio, inclusi i programmi spaziali (come NASA ed ESA) e i loro effetti sulle società, la privatizzazione dello spazio, guerra spaziale, commercializzazione spaziale, legge e politica spaziale, turismo spaziale, gli effetti delle scienze spaziali, colonizzazione e insediamento dello spazio, lo studio di stadi transitori verso una società di viaggi spaziali (space-faring).[2]

- Antropologia Culturale: uno dei campi dell'antropologia, lo studio olistico dell'umanità. In particolare essa è la disciplina che ha promosso e sviluppato la cultura come oggetto di studio scientifico; essa è anche il ramo dell'antropologia che studia le differenze e le somiglianze culturali tra gruppi di umani.